# Panicum koolauense
Panicum koolauense là một loài thực vật có hoa trong họ Hòa thảo. Loài này được H.St.John & Hosaka mô tả khoa học đầu tiên năm 1935.